# Семья Никки
«Семья Никки» (чеш. Nickyho rodina) — второй фильм словацкого режиссёра Mатея Минача о спасении британским филантропом Николасом Уинтоном 669 детей из словацких и чешских еврейских семей накануне Второй мировой войны, документальный фильм с художественными реконструкциями. В 2002 году Матей Минач снял о Николасе Уинтоне фильм «Сила человечности - Николас Уинтон», удостоенный телевизионной премией «Эмми» как лучший документальный фильм. За спасение детей 28 октября 2014 года в чешском замке Николас Уинтон получил из рук президента Чехии Милоша Земана высшую награду Чешской республики «Орден белого льва».
Фильм «Семья Никки» выходил в прокат в США, Австралии и Франции, премьера в Лондоне прошла с участием Николаса Уинтона.
В России фильм показан 25 июня 2014 года на открытии Фестиваля словацкого кино в киноклубе «Фитиль» (перевод Андрея Ефремова). Фильм также показан в ноябре 2014 года на Фестивале европейского кино в Калининграде.

## Производство
Начало съёмок фильма состоялось в 2006 году. Фильм снимался в Словакии, Чешской республике, Камбодже, Канаде, Израиле, Дании и Венгрии. Было создано 450 часов киноматериала. Над монтажом и озвучиванием фильма работа продолжалась 4000 часов.
Продолжительность фильма — 96 минут.
- Авторы идеи — Патрик Пашш и Матей Минач (Словакия).
- Авторы сценария — Патрик Пашш и Матей Минач.
- Режиссёр — Матей Минач.
- Продюсеры — Патрик Пашш и Матей Минач.
- Композитор — Януш Штоклоса
- Звукорежиссёры — Петер Немет, Игорь Врабец, Штепан Мамула.
- Режиссёры монтажа — Патрик Пашш, Алена Спустова, Роберт Цуприк.

## Участие в фестивалях
Фильм получил приз зрительских симпатий на Международном кинофестивале в Карловых Варах в 2011 году, был отмечен жюри на Международном кинофестивале в Иерусалиме, , где получил приз «Форума сохранения аудиовизуальной памяти». Фильм был также представлен на Международной кинофестивале в Монреале, где получил приз зрительских симпатий как лучший документальный фильм. В 2012 году фильм принял участие в фестивале «Prix Italia».

## Некоторые показы за рубежом
В январе 2013 года фильм был показан в США. В показе собирался участвовать сам Николас Уинтон, но его семья не разрешила ему отправиться в эту поездку в виду преклонного возраста, но в США приезжал его сын Ник Уинтон.
Всего фильм получил 35 призов на кинофестивалях Чехии, Словакии (в том числе в городе Пьештяны), Италии, Черногории, США, а также на фестивалях в Иерусалиме, Монреале, Варшаве, Лондоне, Ялте (приз Союза российских кинокритиков).

## Актёрский состав
Играют сами себя: Николас Уинтон, Бен Абелес, Далай-лама, Джо Шлезингер и другие «спасённые Николасом Уинтоном дети».
Художественная реконструкция — Клара Иссова (мать), Михал Сланы (Николас Уинтон в молодости), а также Петр Пуга, Анета Файтова, Яна Кепкова.